# عجز متعلم

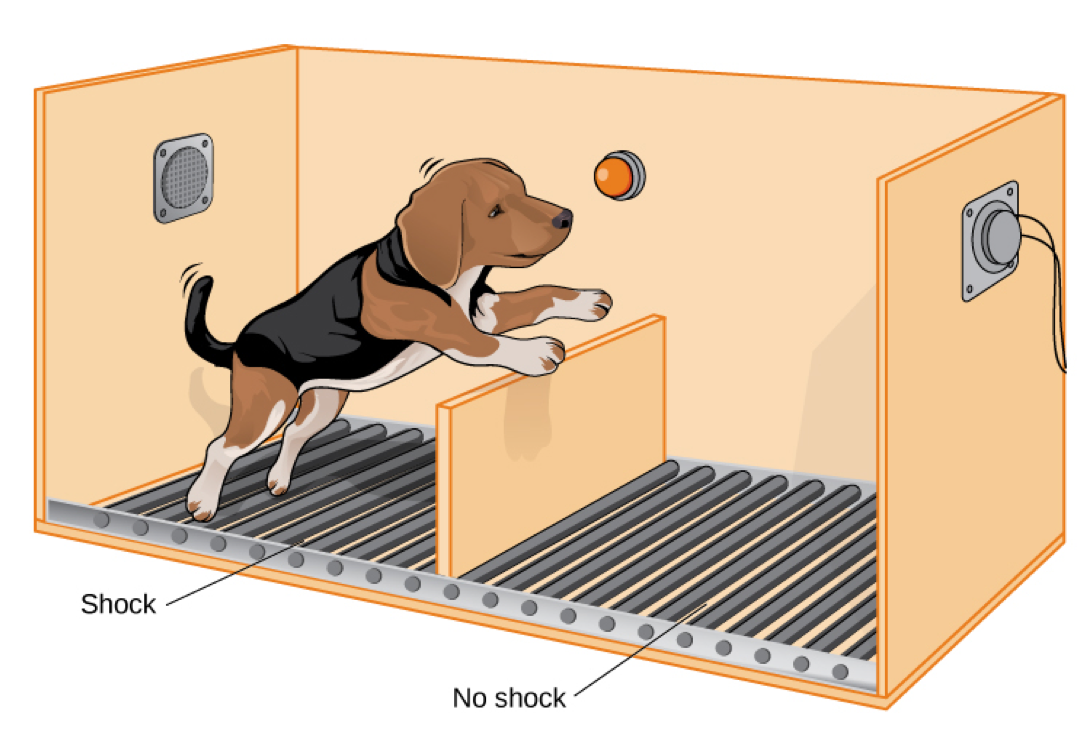

العجز المتعلم أو العجز المكتسب (بالإنجليزية: Learned helplessness)‏ هو سلوك نموذجي للكائنات الحية يحدث عندما يعاني الكائن من استثارات أو محفزات مؤلمة ومتكررة ولا يستطيع تفاديها أو تجنبها. وبحدوث ذلك فإن هذا الكائن غالبا ما يفشل في تعلم استجابة الهرب أو التجنب في مواقف جديدة يكون من المرجح فيها إمكانية الهروب أو التجنب. بعبارة أخرى، فإن الكائن يتعلم أنه لا حول له ولا قوة أثناء المواقف التي تتضمن محفزات ومثيرات مؤلمة ومنفرة، ومن ثم يتقبل الكائن فقدانه السيطرة، وبالتالي التخلي عن المحاولة، وحينها يقال إن هذا الكائن قد اكتسب ما يسمي بالعجر المتعلم. نظرية العجر المتعلم هي وجهة النظر القائلة بأن الاكتئاب السريري والأمراض النفسية المصاحبة قد تنجم عن غياب حقيقي أو متصور للسيطرة على نتائج الموقف.

## مؤسسة البحث والنظرية

### التجارب الرئيسية المبكرة
بدأ عالم النفس الأمريكي مارتن سيليغمان (Martin Seligman) أبحاثا حول العجز المتعلم في عام 1967 في جامعة بنسلفانيا كامتداد لاهتمامه بالاكتئاب. وقد توسع هذا البحث لاحقا من خلال تجارب سيليغمان وغيرها. وكان من بين التجارب الأولى التي قام بها سيليغمان ومير، تجربة من جزئين، حيث تضمن الجزء الأول من هذه التجربة وضع ثلاث مجموعات من الكلاب في ألجمة (جمع لجام)، وقد تم وضع المجموعة 1 من الكلاب في اللجام لفترة من الزمن، وأطلق سراحها في وقت لاحق. وتم صدم كلاب المجموعة 2 بصدمات كهربائية في أوقات عشوائية، والتي يمكن أن يوقفها (يتحكم بها) الكلب عن طريق الضغط على رافعة معينة. ولاحقا تم إقران كل كلب في المجموعة الثانية بكلب من المجموعة الثالثة؛ حيث تم صعق كلاب المجموعتين بصدمات كهربائية متساوية في الشدة والزمن، إلا أن الرافعة لا توقف الصدمة في حالة كلاب المجموعة الثالثة (على عكس المجموعة الثانية)، وبالتالي فبالنسبة لكلاب المجموعة الثالثة فإن الصدمة كانت تبدو كما لو أنها انتهت عشوائيا لأن الرافعة التي لديهم لا تعمل، والصدمة بدورها كانت تتوقف نتيجة ضغط الكلاب في المجموعة الثانية على الرافعة الخاصة بهم. وهكذا، فبالنسبة لكلاب المجموعة الثالثة، كانت الصدمة «لا مفر منها»، فيما كانت «قابلة للتحكم» في كلاب المجموعة الثانية.
في الجزء الثاني من التجربة تم اختبار نفس المجموعات الثلاث من الكلاب في جهاز صندوق مزود بالكهرباء، حيث كان يمكن لكل الكلاب أن تهرب من الصدمات الكهربائية من أحد الجوانب عن طريق القفز إلي قسم منخفض في الجانب الآخر. وكانت كلاب المجموعتين 1 و 2 قد تعلمت بسرعة هذه المهمة وهربت من الصدمة. لكن معظم كلاب المجموعة الثالثة (التي كانت قد تعلمت في السابق بأن الصدمة لا مفر منها) لم تهرب وظلت كما هي بشكل سلبي عندما تم صدمها بالكهرباء.
وفي تجربة ثانية في وقت لاحق من ذلك العام مع مجموعات جديدة من الكلاب، استبعد أوفرمير وسليغمان احتمال أنه بغض النظر عن العجز المكتسب، فإن كلاب المجموعة الثالثة فشلت في التجربة السابقة لأنها تعلمت بعض السلوكيات التي تداخلت مع عملية «الهرب». ولمنع هذا السلوكيات المتداخلة، تم شل كلاب المجموعة الثالثة بدواء (كيورير Curare)، ثم أعيدت التجربة بجزئيها مرة أخرى. وقد أظهرت كلاب المجموعة الثالثة عجزا مماثلا للمرة الأولى. وكانت هذه النتيجة بمثابة مؤشر على استبعاد فرضية التدخل، والتأكيد على العجز المتعلم.
من هذه التجارب، كان يُعتقد أن هناك علاج واحد فقط للعجز المتعلم. ففي فرضية سيليغمان، فإن الكلاب لا تحاول الهرب لأنهم يتوقعون أن الصدمة لا مفر منها. ولتغيير هذا التوقع، قام المجربون بجمع الكلاب وقاموا بتحريك سيقانها بطريقة مشابهة للحركة التي تحتاجها الكلاب من أجل الفرار من الصندوق المكهرب. وقد تكرر هذا التحريك مرتين على الأقل قبل أن تبدأ الكلاب بالقفز فوق الحاجز من تلقاء نفسها. في المقابل، لم يكن للتهديدات، والمكافآت أي تأثير عليها.

### التجارب اللاحقة
عملت التجارب اللاحقة على تأكيد التأثير الاكتئابي نتيجة الشعور بعدم وجود سيطرة أو تحكم على مثير مؤلم أو منفر. على سبيل المثال، في أحد التجارب قام مجموعة من البشر بأداء مهام عقلية في وجود ضجيج لتشتيتهم. وكان أولئك الذين يمكنهم استخدام مفتاح لإيقاف الضوضاء نادرا ما يكلفون أنفسهم عناء القيام بذلك، إلا أن أدائهم كان أفضل من أولئك الذين لم يتمكنوا من إيقاف الضوضاء. ببساطة، فإن الوعي بوجود هذا الخيار (إيقاف الضوضاء) كان كافيا لمعاكسة تأثير الضوضاء. وفي عام 2011، وجدت دراسة حيوانية أن الحيوانات التي تسيطر على المثيرات أو المؤثرات المجهدة يظهر عليها تغيرات في استثارة بعض الخلايا العصبية في قشرة الفص الجبهي. فيما فشلت الحيوانات التي افتقرت إلي السيطرة (علي المثير) في إظهار هذا التأثير العصبي وأظهرت علامات تتفق مع العجز المتعلم والقلق الاجتماعي.

## نظريات موسعة
وجدت الأبحاث أن رد فعل الإنسان على الشعور بعدم وجود تحكم أو سيطرة يختلف بين الأفراد والحالات. أي أن العجز المتعلم لا يزال في بعض الأحيان محدودا لموقف واحد، ولكن في أوقات أخرى يتم تعميمه عبر المواقف المختلفة، وهذه الاختلافات لا تفسرها النظرية الأصلية للعجز المتعلم، وهناك وجهة نظر مؤثرة هي أن مثل هذه الاختلافات تعتمد على أسلوب الفرد التفسري. وفقا لهذا الرأي، فإن كيفية تفسير (أو رؤية) الشخص لحدث سلبي يؤثر على احتمالية تعلم العجز ومن ثم الاكتئاب لاحقا. فعلى سبيل المثال، يميل الشخص ذو الأسلوب التفسري المتشائم إلى رؤية الأحداث السلبية على أنها دائمة («لن تتغير أبدا»)، وشخصية («هذا خطأي»)، وعامة («لا أستطيع أن أفعل أي شيء بشكل صحيح»)، ومن ثم فمن المرجح أن يعاني هذا الشخص من العجز المتعلم والاكتئاب. ويمكن مساعدة مثل هؤلاء الأشخاص في كثير من الأحيان بتعليمهم أسلوب تفسيري أكثر واقعية من خلال العلاج السلوكي المعرفي، وهو علاج يؤيده بشدة سيليغمان.
اقترح بيرنارد وينر (Bernard Weiner) وصفا تفصيليا للنهج التوزيعي للعجز المتعلم. وتشمل نظرية الإسناد أبعاد عام/خاص، مستقر/غير مستقر، داخلي/ خارجي. ويحدث الإسناد العام عندما يعتقد الفرد أن سبب الأحداث السلبية يتسق عبر سياقات مختلفة. ويحدث الإسناد الخاص عندما يعتقد الفرد أن سبب الحدث السلبي فريد من نوعه لموقف معين. فيما يحدث الإسناد المستقر عندما يعتقد الفرد أن السبب متسق عبر الزمن. ويحدث الإسناد غير المستقر عندما يعتقد الفرد أن السبب محدد لنقطة واحدة من الزمن. وينسب الإسناد الخارجي السببية إلى العوامل الظرفية أو الخارجية، في حين أن الإسناد الداخلي يعين السببية لعوامل داخلية في الشخص.

## المنظور العصبي البيولوجي
أظهرت الأبحاث أن زيادة نشاط السيروتونين في نواة رافي الظهرية يلعب دورا حاسما في العجز المتعلم. وهناك مناطق رئيسية أخرى في الدماغ تشارك في التعبير عن سلوك العجز تشمل اللوزة، النواة المركزية من اللوزة. كما لوحظ نشاط في قشرة الفص الجبهي الإنسي، الحصين الظهراني، الحاجز والمهاد خلال حالات العجز.
وفي مقالة بعنوان "التدريب، العجز المتعلم، والدماغ المقاوم للضغط" ناقش بنيامين إن، وغرينوود ومونيكا، وفليشنر كيف يمكن للتدريب أن يمنع الاضطرابات المرتبطة بالتوتر مثل القلق والاكتئاب. وقد أظهر الكتاب أدلة على أن التدريب من خلال تشغيل عجلة معينة يمنع من سلوكيات العجز المتعلم في الفئران. كما يشيرون إلى أن كمية التمارين الرياضية قد لا تكون مهمة بقدر التمرين ذاته. وتناقش المقالة أيضا الدائرة العصبية للعجز المتعلم، ودور السيروتونين، والتكيفات العصبية المرتبطة بالتمرين التي قد تساهم في تكوين دماغ مقاوم للضغط. بيد أن المؤلفين خلصوا أخيرا إلى أن "الآليات العصبية الحيوية الكامنة وراء هذا التأثير لا تزال غير معروفة. ويمكن للآليات التي من خلالها يمكن للتدريبات أن تمنع العجز المتعلم أن تلقي الضوء على البيولوجيا العصبية المعقدة للاكتئاب والقلق وربما تؤدي إلى استراتيجيات جديدة للوقاية من اضطرابات المزاج المرتبطة بالضغط.

## الآثار الصحية
الأشخاص الذين ينظرون للأحداث على أنها لا يمكن السيطرة عليها يمكن أن يظهر عليهم مجموعة متنوعة من الأعراض التي تهدد الصحية العقلية والجسدية. فقد يعانون من الإجهاد، وغالبا ما تظهر اضطرابات في العواطف موضحة قدر من السلبية أو العدوانية، وقد يظهر عليهم أيضا صعوبة في أداء المهام المعرفية مثل حل المشاكل. وهم أقل عرضة لتغيير الأنماط الغير صحية من السلوك، مما قد يجعلهم، على سبيل المثال، يهملون النظام الغذائي، وممارسة الرياضة، والعلاج الطبي. 

### الاكتئاب
وجد علماء النفس اللاقياسي والمعرفي وجود علاقة قوية بين الأعراض الشبيهة بالاكتئاب والعجز المتعلم في حيوانات المختبر.
غالبا ما يعاني الشباب والوالدين في منتصف العمر الذين لديهم أسلوب تفسيري متشائم من الاكتئاب. ويميل هؤلاء الأشخاص إلى أن الافتقار في حل المشاكل وإعادة الهيكلة المعرفية، ويميلون أيضا إلى إثبات ضعف الرضا الوظيفي والعلاقات الشخصية في مكان العمل. كما أن أولئك الذين لديهم أسلوب تشاؤمي يميلون أيضا إلى إضعاف أجهزة المناعة، ليس فقط بزيادة التعرض لأمراض بسيطة (مثل البرد والحمى) والأمراض الرئيسية (مثل النوبات القلبية والسرطانات)، ولكن أيضا بسبب فقر الشفاء من المشاكل الصحية.

### التأثير الاجتماعي
يمكن أن يكون العجز المتعلم عاملا في مجموعة واسعة من المواقف الاجتماعية.
- غالبا ما يظهر التأثير التحفيزي للعجز المتعلم في الفصول الدراسية. فالطلاب الذين يفشلون مرارا وتكرارا قد يخلصون إلى أنهم غير قادرين على تحسين أدائهم، وهذا الإسناد يمنعهم من محاولة النجاح، مما يؤدي إلى زيادة العجز، والفشل المستمر، وفقدان احترام الذات وغيرها من العواقب الاجتماعية.
- يمكن لإساءة معاملة الأطفال بالإهمال أن تكون مظهرا من مظاهر العجز المتعلم. على سبيل المثال، عندما يعتقد الآباء أنهم غير قادرين على وقف بكاء الرضيع، فإنهم ببساطة قد يتخلون عن أي محاولة للقيام بأي شيء يهدئ الطفل.
- قد يكون العجز المتعلم عاملا في تطوير عقلية الضحية في الطفل أو الراشد. من خلال التعرض بشكل متكرر لحالات غير مريحة أو مؤلمة، مثل التنمر أو سوء المعاملة من قبل أقرانهم، وقد يتوقف الشخص عن محاولة مسايرة المواقف الاجتماعية المؤلمة. وهذا يمكن أن يؤدي إلى استمرار التوتر، ومشاعر الكراهية الذاتية، وسلوكيات تتصف بسوء التكيف مثل تجنب كل التفاعلات الاجتماعية علي الإطلاق.
- أولئك الذين يشعرون بالخجل الشديد أو القلق في المواقف الاجتماعية قد يصبحون سلبيين بسبب مشاعر العجز. وقد وجد غوتليب وبيتي (1985) أن الأشخاص الذين يستشهدون بالعجز في الأوضاع الاجتماعية قد يُنظر إليهم بشكل سيء من قبل الآخرين، مما يؤدي إلى تعزيز السلبية.
- قد يتجاوب كبار السن وأصحاب الشيخوخة عن طريق العجز كاستجابة لوفاة الأصدقاء وأفراد الأسرة، وفقدان الوظائف والدخل، وتطوير المشاكل الصحية المرتبطة بالعمر. وقد يؤدي ذلك إلى إهمال الرعاية الطبية والشؤون المالية وغيرها من الاحتياجات الهامة.
- وفقا لكوكس، أبرامسون، ديفين، وهولون (2012)، فإن العجز المتعلم هو عامل رئيسي في الاكتئاب الذي يسببه التحيز الذي لا مفر منه، وهكذا: «فإن العجز الذي يولد في مواجهة التحيز الذي لا مفر منه يطابق العجز الذي يولد في مواجهة الصدمات التي لا مفر منها».
- وفقا لكتاب روبي ك. باين والمعروف باسم «إطار لفهم الفقر» يمكن أن يؤدي علاج الفقراء إلى دورة الفقر، وثقافة الفقر، والفقر بين الأجيال. حيث يتم تمرير هذا النوع من العجز المتعلم من الآباء إلى الأطفال. فالأشخاص الذين يتبنون هذه العقلية يشعرون أنه لا توجد وسيلة للهروب من الفقر، لذلك يجب أن يعيش المرء في الوقت الراهن وليس لتخطيط المستقبل، وبالتالي محاصرة الأسرة في الفقر.

قد تبدو المشاكل الاجتماعية الناجمة عن العجز المتعلم أمرا لا مفر منه لدى أولئك الذي غرقوا فيه. ومع ذلك، هناك طرق مختلفة للحد منه أو منعه. فعند التسبب في العجز المتعلم خلال التجارب المختلفة، تبين أنه يمكنه أن يُحل من تلقاء نفسه مع مرور الوقت. ويمكن تحصين الأشخاص ضد التصور بأن الأحداث لا يمكن السيطرة عليها من خلال زيادة وعيهم بالخبرات السابقة، عندما كانوا قادرين على التأثير على النتيجة المرجوة. كما أن العلاج المعرفي يمكن أن يُستخدم لتوضيح أن سلوكيات الأشخاص وأفعالهم تحدث فرقا وتعزز من تقدير الذات.

## الملحقات
استخدم العالِم المعرفي والمهندس دونالد نورمان (Donald Norman) العجز المتعلم ليشرح سبب لوم الناس لأنفسهم عندما يكون لديهم وقت صعب لاستخدام كائنات بسيطة في بيئتهم.
وقد اقترح عالم الاجتماع الأمريكي هاريسون وايت (Harrison White) في كتابه «الهوية والسيطرة» أن فكرة العجز المتعلم يمكن أن تمتد من علم النفس لمجال العمل الاجتماعي. عندما تفشل الثقافة أو الهوية السياسية في تحقيق الأهداف المرجوة، فإن تصورات القدرة الجماعية تبدأ بالمعاناة.==الظهور تحت التعذيب==
في أدلة الاستجواب التي تطلقها وكالة المخابرات المركزية يتميز العجز المتعلم بأنه حالة «لامبالاة» تنجم عن الاستخدام المطول للتقنيات القسرية التي تؤدي إلى حالة «الوهن- التبعية-الفزع» في الشخص المعتقل، «وإذا طال أمد هذه الحالة، فقد يغرق المعتقل في اللامبالاة الدفاعية، والتي يصعب إيقاظه منها».